# NGC 5704
NGC 5704 је спирална галаксија у сазвежђу Волар која се налази на NGC листи објеката дубоког неба.
Деклинација објекта је + 40° 27' 28" а ректасцензија 14h 38m 16,2s. Привидна величина (магнитуда) објекта NGC 5704 износи 13,3 а фотографска магнитуда 13,9. NGC 5704 је још познат и под ознакама NGC 5708, UGC 9430, MCG 7-30-44, CGCG 220-42, IRAS 14363+4040, PGC 52315.